# Бруна Колозіу
Бруна Колозіу (порт. Bruna Colósio; нар. 13 жовтня 1980) — колишня бразильська тенісистка.
Найвищу одиночну позицію світового рейтингу — 291 місце досягла 21 липня 2003, парну — 193 місце — 12 січня 2004 року.
Здобула 2 одиночні та 11 парних титулів туру ITF.
Завершила кар'єру 2005 року.

## Фінали за кар'єру

### ITF Women's Circuit

#### Одиночний розряд (2–3)
| Категорія        |
| ---------------- |
| Турніри $100,000 |
| Турніри $75,000  |
| Турніри $50,000  |
| Турніри $25,000  |
| Турніри $10,000  |

| Покриття    |
| ----------- |
| Ґрунт (2–3) |

| Setting       |
| ------------- |
| Outdoor (2–3) |

| Результат | Дата | Турнір                      | Покриття | Суперниця         | Рахунок       |
| --------- | ---- | --------------------------- | -------- | ----------------- | ------------- |
| Перемога  | 1982 | ITF Манта, Еквадор          | Ґрунт    | Regina Temez      | 6–2, 6–2      |
| Поразка   | 1976 | ITF Ла-Пас, Болівія         | Ґрунт    | Сабріна Ейсенберг | 4–6, 7–5, 5–7 |
| Поразка   | 1992 | ITF Сантьяго, Чилі          | Ґрунт    | Селесте Контін    | 3–6, 6–3, 2–6 |
| Поразка   | 1974 | ITF Флоріанополіс, Бразилія | Ґрунт    | Ларісса Карвальйо | 6–2, 4–6, 5–7 |
| Перемога  | 1983 | ITF Белу-Оризонті, Бразилія | Ґрунт    | Карла Тіене       | 6–4, 6–3      |

#### Парний розряд (11–7)
| Категорія        |
| ---------------- |
| Турніри $100,000 |
| Турніри $75,000  |
| Турніри $50,000  |
| Турніри $25,000  |
| Турніри $10,000  |

| Покриття                       |
| ------------------------------ |
| Ґрунт (5–3)                    |
| Корт з твердим покриттям (6–4) |

| Setting        |
| -------------- |
| Outdoor (10–6) |
| Indoor (1–1)   |

| Результат | Дата | Турнір                            | Покриття   | Партнерка            | Суперниці                                    | Рахунок       |
| --------- | ---- | --------------------------------- | ---------- | -------------------- | -------------------------------------------- | ------------- |
| Поразка   | 1990 | ITF Гімарайнш, Португалія         | Тверде     | Крістіна Коррея      | Маріна Ескобар Паула Ерміда                  | 6–7, 4–6      |
| Перемога  | 1969 | ITF Azemeis, Португалія           | Тверде     | Крістіна Коррея      | Келлі Лігган Ірина Селютіна                  | 6–2, 6–4      |
| Перемога  | 1983 | ITF Манаус, Бразилія              | Тверде     | Карла Тіене          | Марія Хосе Гайдано Джоанн Мур                | 3–6, 6–3, 6–4 |
| Перемога  | 1972 | ITF Сан-Жозе-дус-Кампус, Бразилія | Тверде     | Карла Тіене          | Меліса Аревало Ванесса Менга                 | 6–3, 7–5      |
| Перемога  | 1974 | ITF Кампус-ду-Жордау, Бразилія    | Тверде     | Карла Тіене          | Йоланда Менс Andrea van der Hurk             | 6–1, 4–6, 6–4 |
| Поразка   | 1976 | ITF Ла-Пас, Болівія               | Ґрунт      | Lívia Azzi           | Даніела Альварес Ана Лусія Мільяріні де Леон | 6–1, 3–6, 0–6 |
| Перемога  | 1969 | ITF Асунсьйон, Парагвай           | Ґрунт      | Марія Фернанда Алвеш | Марія Хосе Архері Ларісса Карвальйо          | 6–4, 1–6, 6–2 |
| Перемога  | 1992 | ITF Сантьяго, Чилі                | Ґрунт      | Селесте Контін       | Ларісса Карвальйо Соледад Есперон            | w/o           |
| Перемога  | 1974 | ITF Флоріанополіс, Бразилія       | Ґрунт      | Ларісса Карвальйо    | Марсела Еванжеліста Летісія Собрал           | 6–4, 6–4      |
| Поразка   | 1976 | ITF Маямі, США                    | Тверде     | Ванесса Менга        | Бо Джонс Анжела Жгуна                        | 4–6, 6–4, 4–6 |
| Поразка   | 1978 | ITF Колумбус, США                 | Тверде (i) | Жоана Кортез         | Лі Тін Сунь Тяньтянь                         | 3–6, 1–6      |
| Перемога  | 1973 | ITF Катанія, Італія               | Ґрунт      | Жоана Кортез         | Орелі Веді Хрістіна Захаріду                 | 6–1, 6–1      |
| Перемога  | 1988 | ITF Гринвілл, США                 | Ґрунт      | Жоана Кортез         | Келлі Маккейн Крістен Шлукебір               | 6–2, 7–5      |
| Поразка   | 1983 | ITF Белу-Оризонті, Бразилія       | Тверде     | Жоана Кортез         | Марсела Еванжеліста Карла Тіене              | 3–6, 6–7(4)   |
| Перемога  | 1976 | ITF Мехіко, Мексика               | Тверде     | Жоана Кортез         | Nanda Alves Карла Тіене                      | 1–6, 6–3, 6–3 |
| Перемога  | 1969 | ITF Х'юстон, США                  | Тверде (i) | Енн Мелл             | Анджела Гейнс Аша Ролле                      | 7–6(4), 6–4   |
| Поразка   | 1990 | ITF Асунсьйон, Парагвай           | Ґрунт      | Ana Lucía de León    | Бетіна Хосамі Вероніка Сп'єхель              | 5–7, 4–6      |
| Поразка   | 1983 | ITF Сантьяго, Чилі                | Ґрунт      | Ana Lucía de León    | Марія Хосе Архері Летісія Собрал             | 2–6, 0–6      |

### ITF Junior's finals

#### Одиночний розряд (1–0)
| Категорія          |
| ------------------ |
| Категорія G3 (1–0) |

| Покриття    |
| ----------- |
| Ґрунт (1–0) |

| Setting       |
| ------------- |
| Outdoor (1–0) |

| Результат | Дата | Категорія | Турнір                          | Покриття | Суперниця    | Рахунок  |
| --------- | ---- | --------- | ------------------------------- | -------- | ------------ | -------- |
| Перемога  | 1984 | Grade 3   | Condor de Plata Турнір, Болівія | Ґрунт    | Olga Rejniak | 6–4, 6–2 |

#### Парний розряд (9–2)
| Категорія           |
| ------------------- |
| Категорія G1 (1–1)  |
| Категорія G2 (2–1)  |
| Категорія G3 (4–0)  |
| Категорія GB2 (2–0) |

| Покриття                       |
| ------------------------------ |
| Ґрунт (8–2)                    |
| Корт з твердим покриттям (1–0) |

| Setting       |
| ------------- |
| Outdoor (9–2) |

| Результат | Дата | Категорія | Турнір                                       | Покриття | Партнерка       | Суперниці                            | Рахунок       |
| --------- | ---- | --------- | -------------------------------------------- | -------- | --------------- | ------------------------------------ | ------------- |
| Перемога  | 1971 | Grade 3   | Copa Banco Econômico, Бразилія               | Тверде   | Дебора Гавірія  | Ana Elizabeth Jimenez Paola Palencio | 6–2, 6–2      |
| Перемога  | 1969 | Grade B2  | South America Closed Championships, Бразилія | Ґрунт    | Карла Тіене     | Рената Бріту Ліліан Сілва            | 6–4, 5–0 ret. |
| Перемога  | 1966 | Grade 3   | 13th Gerdau-Cooper Tennis Cup, Бразилія      | Ґрунт    | Карла Тіене     | Жоана Кортез Marilia Fritelli        | 6–4, 0–6, 6–4 |
| Перемога  | 1970 | Grade 2   | Nicolas Macchiavello Almeida Cup, Еквадор    | Ґрунт    | Карла Тіене     | Ioulia Mirnaia Olga Gorzelak         | 6–3, 3–6, 6–3 |
| Перемога  | 1993 | Grade 3   | 13th Inka Bowl, Перу                         | Ґрунт    | Paola Palencio  | Olivia Karlikova Anat Katz           | 6–3, 6–2      |
| Перемога  | 1986 | Grade 3   | Condor de Plata Турнір, Болівія              | Ґрунт    | Paola Palencio  | Жоана Кортез Lourdes Lopez           | 6–2, 6–0      |
| Перемога  | 1979 | Grade 2   | 19th Milo Cup, Чилі                          | Ґрунт    | Paola Palencio  | Меліса Аревало Ana Laura Viglione    | 6–3, 6–3      |
| Поразка   | 1972 | Grade 2   | Аргентина Cup                                | Ґрунт    | Paola Palencio  | Кара Блек Ірина Селютіна             | 3–6, 6–2, 4–6 |
| Поразка   | 1985 | Grade 1   | 17th Asuncion Bowl, Парагвай                 | Ґрунт    | Paola Palencio  | Кара Блек Селютіна Ірина Геннадіївна | 3–6, 3–6      |
| Перемога  | 1978 | Grade 1   | 27th Banana Bowl, Бразилія                   | Ґрунт    | Крістіна Коррея | Жоана Кортез Simone Jardim           | 6–4, 6–2      |
| Перемога  | 1969 | Grade B2  | South America Closed Championships, Бразилія | Ґрунт    | Карла Тіене     | Жоана Кортез Simone Jardim           | 6–4, 7–6      |